# Brasserie Lefebvre
Pour les articles homonymes, voir Lefebvre.
La brasserie Lefebvre est une brasserie familiale située à Quenast en Belgique et fondée en 1876. Elle produit notamment la bière Barbãr.

## Histoire
Jules Lefebvre rachète la brasserie Saint-Joseph à Quenast et lance son activité en 1876, à proximité d'une carrière de porphyre. Les ouvriers y venaient s'y désaltérer après le travail,.
Dans les années 80, la brasserie lance une bière blanche. Depuis 1983, la brasserie Lefebvre brasse la bière de l'abbaye de Floreffe.
En 2012, une quinzaine de bières étaient brassées par l'entreprise dont 80 % des volumes étaient exportés.
La brasserie s'agrandit en 2013 grâce à un investissement de 3 millions d'euros.
Depuis sa création, la brasserie est toujours restée une entreprise familiale.

## Bières
Barbãr
- Barbãr Blonde est une bière titrant 8 % de volume alcoolique et contenant 2,5 % de miel.
- Barbãr Bok bière brune titrant aussi 8,5 % d'alcool
- Barbãr Rouge bière à la cerise titrant aussi 8 % d'alcool.